# Braslovče
Braslovče  so eno najstarejših naselij v Spodnji Savinjski dolini in tudi na Slovenskem. So tudi središče občine Braslovče, čeprav niso največje naselje v tej občini (večja so Letuš, Parižlje in Rakovlje). Braslovče so slikovit trg pod Dobrovljami, obkrožen v ravninskem delu s hmeljišči, na zahodnem z gozdovi, Braslovškim in Žovneškim jezerom, gradom Žovnek, prvim domovanjem celjskih knezov.

## Zgodovina
Prve omembe kraja segajo v leto 1140. To je čas, ko so si to ozemlje pridobili Žovneški gospodje, predniki kasnejših Celjskih knezov. V tistih časih je nastal tudi grad Žovnek. Kraj Braslovče se v zgodovini najprej pojavi z imenom »Fraslov«. Kasnejša pisna različica imena je najpogosteje »Fraslow« in je zapisana vse do uvedbe slovenskega imena, ki ga uporabljamo še danes, »Braslovče«. Braslovče so že v času Celjskih grofov dobile trške pravice in svoj grb. To se je zgodilo v času celjskih grofov Viljema in Hermana I. Ker je slednji umrl leta 1385, pomeni, da so Braslovče dobile trške pravice vsaj pred letom 1385, domnevno leta 1360. Pravice so v kasnejših časih potrdili kraju še nadvojvoda Karel (leta 1570 in 1573) in cesar Ferdinand (leta 1836). V tistem času so imele Braslovče pravico do štirih letnih živinskih in kramarskih sejmov, ki so bili v ponedeljek pred Sv. Matijem, v petek pred cvetno nedeljo, v sredo pred vnebohodom in v ponedeljek pred Sv. Matejem. Pridobitev teh pravic je poleg ugodne trgovske lege vsekakor pospešila takratni razvoj Braslovč. Braslovče so bile v preteklosti zelo znane po obrtništvu in trgovini. Z uvedbo hmelja kot intenzivne kmetijske panoge je tudi Savinjska dolina doživela močan razcvet in napredek.
Braslovški župnik Gašpar (Kasper) je leta 1485 dokončal gradnjo braslovškega protiturškega tabora okoli župnijske cerkve. Leta 1646 je braslovški župnik Filip Terpin poročal o kugi v braslovški župniji. O velikosti najstarejšega naselja ni veliko znanega, šele leta 1550 najdemo zapis, da so Braslovče imele 32 stanovanjskih enot. Leta 1820 je v dokumentih navedeno, da je bilo v Braslovčah 59 hiš in 265 prebivalcev.

## Opis trškega naselja
Braslovče imajo značilno trško zasnovo in tloris naselja. Na vsaki strani ceste, ki vodi skozi trg, so razporejene stanovanjske stavbe, za njimi pa so gospodarska poslopja, ki jim sledi pas sadovnjakov. Najznamenitejša stavba na osrednjem delu trga je župnijska cerkev Marije Vnebovzete, ki je tudi nedvomno najstarejša zgradba v Braslovčah. Kot stavba je v pisnih virih prvič neposredno omenjena šele leta 1255, vendar njeni še vedno ohranjeni deli spadajo vsaj v 10. stoletje, če ne že v 9. V času turških vpadov, v drugi polovici 15. stoletja, je bila obzidana z močnim taborom, ki je imel štiri obrambne stolpe in dvižni most. Ohranila sta se eden izmed stolpov in del zidu. Ob cerkvi stojita dva spomenika – kipa, ki predstavljata dva velika slovenska duhovnika  Antona Martina Slomška  in  Franca Kosarja . Pri cerkvi je bila leta 1428 začasno pokopana Veronika Deseniška, druga žena grofa Friderika II. Celjskega. Pozneje so jo prekopali v samostan Jurklošter. V neposredni bližini cerkve stoji dvorec Legant, nekdaj strelski ali lovski dvor. Renesančna stavba, kakršna je danes, naj bi bila iz konca 16. stoletja. Sedaj je v pritličju pošta, zgoraj pa je stanovanjska stavba.

## Sedež občine
Občina Braslovče po nastanku sodi med mlajše občine v slovenskem prostoru. Nastala je leta 1998 po razdelitvi bivše velike Občine Žalec. Razprostira se na površini 54,9 km2. V njej po zadnjih podatkih živi 5.524 prebivalcev. Njena nadmorska višina je 306,8 metrov. Vanjo je vključenih 22 naselij, in sicer (v oklepaju število prebivalcev): Braslovče (377), Dobrovlje (140), Glinje (48), Gomilsko (357), Grajska vas (342), Kamenče (189), Letuš (853), Male Braslovče (264), Orla vas (201), Parižlje (731), Podgorje (67), Podvrh (423), Poljče (62), Preserje (103), Rakovlje (426), Spodnje Gorče (75), Šentrupert (154), Šmatevž (188), Topovlje (124), Trnava (267), Zakl (57) in Zgornje Gorče (76).

## Turistične zanimivosti kraja
- Grad Žovnek iz okoli leta 1130;
- Dvorec Žovnek (Ruhenthal) iz leta 1816;
- Dvorec Legant (Lehnhof) pred letom 1369;
- Cerkev Marijinega vnebovzetja, Braslovče - prvotna farna (prafarna) cerkev iz 10. stoletja;

## Ostale kulturne, športne in naravne znamenitosti
- Žovneško jezero je najmlajše akumulacijsko jezero, v letu 1978 zgrajeno na potoku Trnavca, obsega pa 49 ha s povprečno globino 7 m.
- Dobrovlje so velika prostrana, zakrasela planota med spodnjo Zadrečko in Spodnjo Savinjsko dolino, vzhodno od Menine planine, nad njo pa se dvigajo vrhovi: Grmada (898 m), Konjšek (790 m), Bezovec (857 m).
- Prostovoljno gasilsko društvo Braslovče je bilo ustanovljeno leta 1900.
- »Dan hmeljarjev« v Braslovčah je tradicionalna kulturno-etnografska prireditev, ki jo vsako leto v drugem vikendu v avgustu organizira Turistično društvo Braslovče.
- Braslovško jezero - okoli 4,5 ha veliko jezero je bilo narejeno v letu 1961 na zgornjem toku potoka Trebnik.
- Ribniki Preserje - Presersko jezero (ribnik) leži v naselju Preserje nedaleč stran od Braslovč ob regionalni cesti Šentrupert – Mozirje. Nastal je z zajezitvijo Struge, stranskega rokava reke Savinje. Ob jezeru stoji lepo urejen ribiški dom Ribiške družine Šempeter z restavracijo.

## Osebe, povezane s krajem/trgom
- Matjaž Debelak, smučarski skakalec, edini slovenski športnik, ki je osvojil dve medalji na zimskih olimpijskih igrah. Leta 1988 je na ZOI v Calgaryju na veliki skakalnici osvojil bronasto medaljo, drugo jugoslovansko in prvo skakalno v zgodovini zimskih športov v takratni državi. Poleg tega je še nosilec ekipne srebrne medalje iz te olimpijade.
- Franc Kosar, duhovnik, hišni prelat, stolni dekan, profesor cerkvenega prava, stolni kanonik v Mariboru, sodelavec Antona Martina Slomška;
- Srečko Puncer, borec za severno mejo, sodelavec in vojak enot Franja Malgaja;
- Janez Goličnik, ugleden slovenski čebelar, duhovnik in prevajalec;
- Karel Peer, duhovnik, akademik operoz, ljubljanski generalni vikar;
- Mihael Stojan, duhovnik in nabožni pisatelj, sodelavec Antona Martina Slomška;
- Franjo Baš, etnolog, geograf, zgodovinar in muzeolog;
- Vinko Šmajs, literat, publicist in pedagog;
- Franc Suher, pedagog, učitelj v Braslovčah;
- Ivan Rojnik, sodobni slovenski teolog, filozof in pedagog;
- Franc Hribernik,  zgodovinar, ravnatelj, podagog, kronist;